# Litoria graminea
Litoria graminea är en groddjursart som först beskrevs av George Albert Boulenger 1905.  Litoria graminea ingår i släktet Litoria och familjen lövgrodor. IUCN kategoriserar arten globalt som otillräckligt studerad. Inga underarter finns listade i Catalogue of Life.